# Eichlinghofen

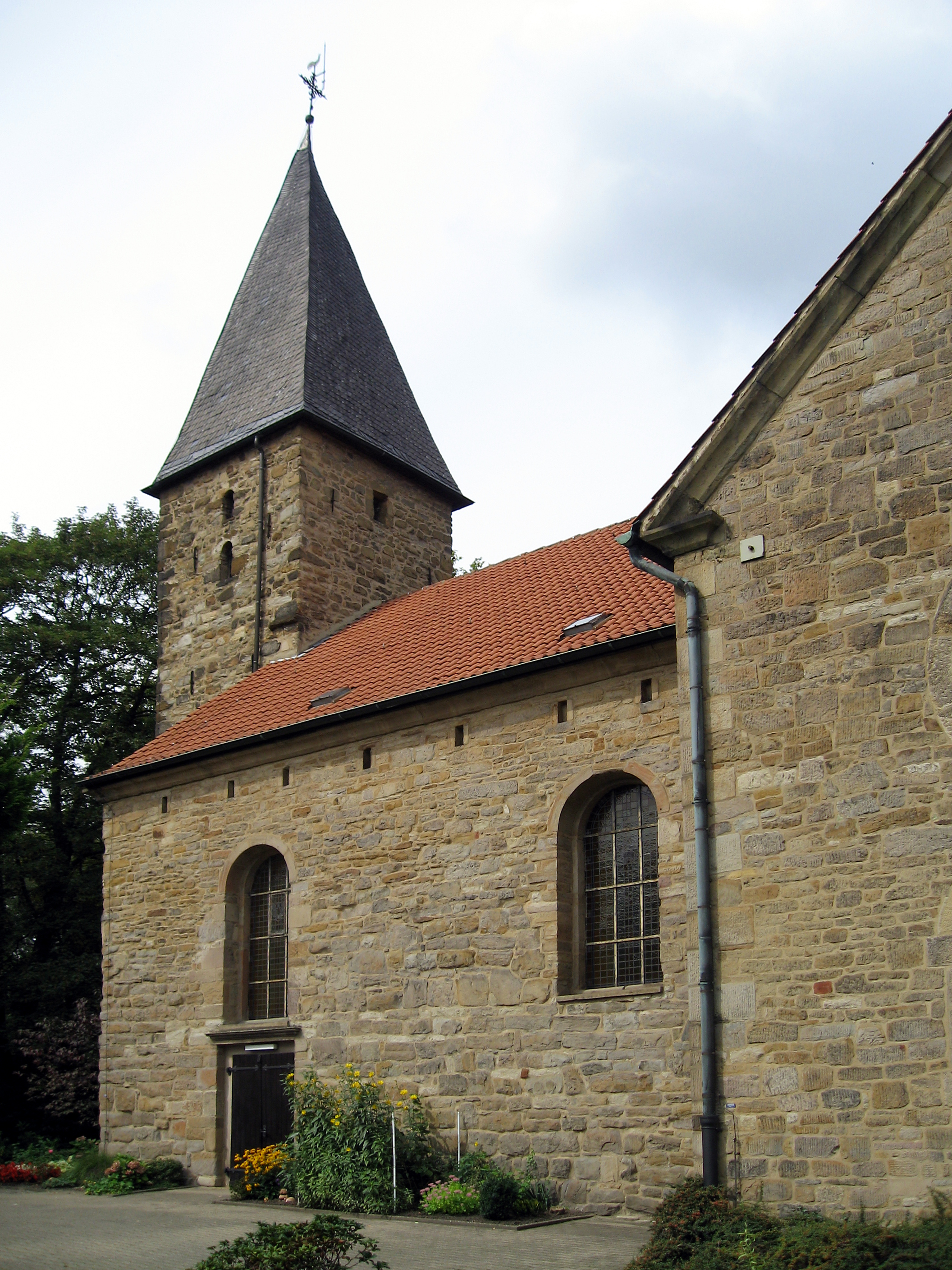
St.-Margareta-Kirche

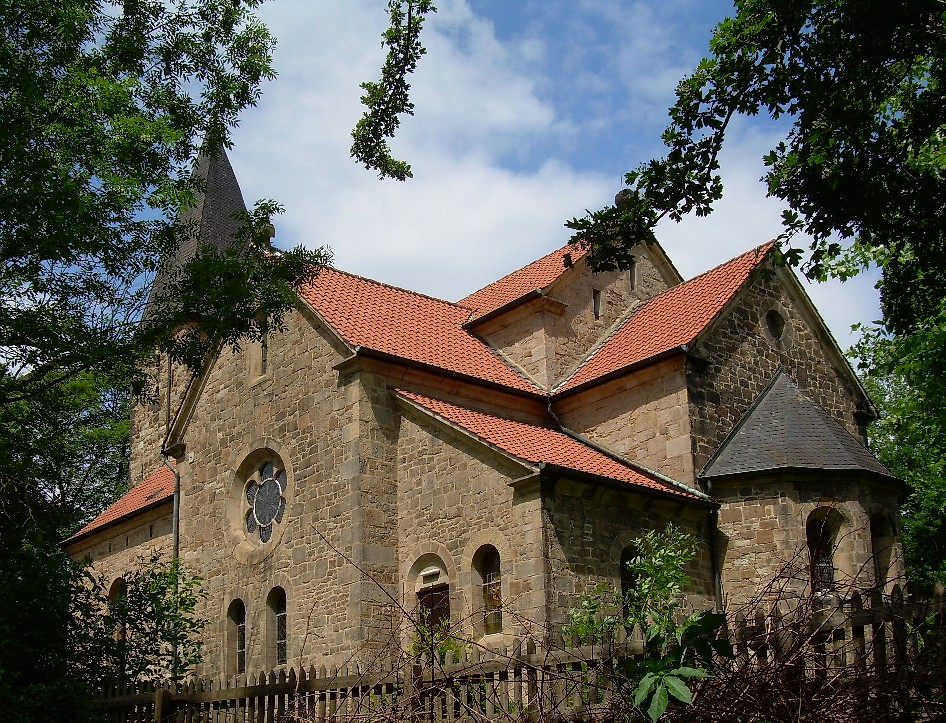
Evangelische Kirche Eichlinghofen, Südostansicht (2006)

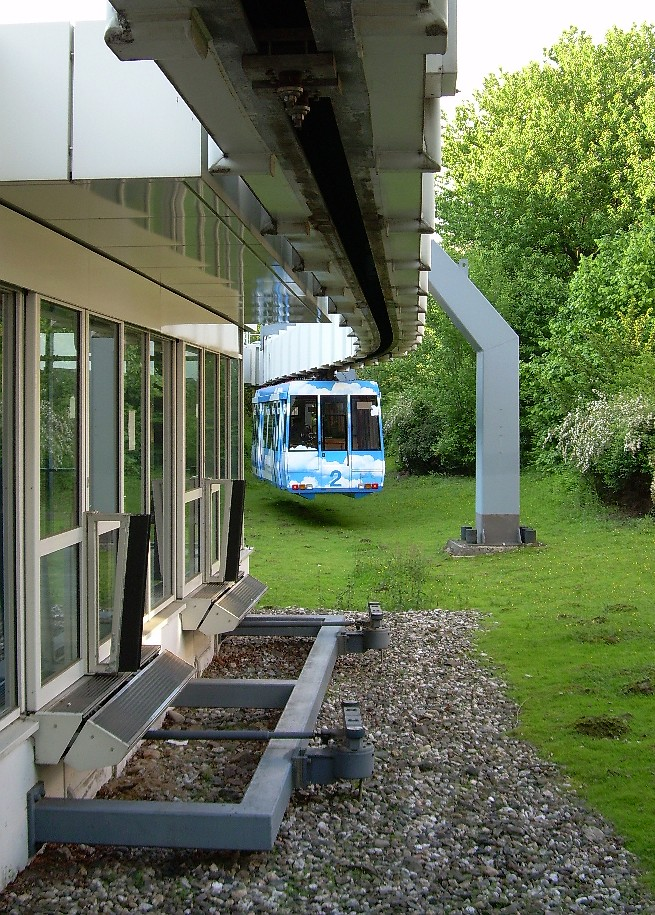
H-Bahn-Haltepunkt Eichlinghofen (Juni 2006)

Eichlinghofen ist ein ursprünglich ländlich geprägter südwestlicher Dortmunder Stadtteil im Stadtbezirk Hombruch. Im Jahr 927 zum ersten Mal urkundlich erwähnt, war es im späteren Mittelalter Sitz des Rittergeschlechts der Herren von Eichlinghofen. Im Eichlinghofer Wappen findet man drei Eicheln.
Heute sind im Stadtteil Eichlinghofen der südliche Campus sowie verschiedene Wohnheime der Technischen Universität Dortmund angesiedelt.

## Geschichte
Eichlinghofen wurde erstmals vor und um 1220 als Eikelinchoven in den Vogteirollen des Stifts Essen erwähnt. Im Jahr 1319 erscheint der erste Adelige mit Henricus de Ekelinchoven. 1375 wurde erstmals die Capelle in Eykelinchoven im Dortmunder Urkundenbuch genannt sowie das Kirchspiel Eyklinchoven 1392 in einem Lehnbuch.
Eichlinghofen gehörte im Spätmittelalter und der Frühen Neuzeit in eigener Bauerschaft (Eyckelinchaven) im Amt Hörde (historisch) zur Grafschaft Mark. Laut dem Schatzbuch der Grafschaft Mark von 1486 hatten die 14 Steuerpflichtigen Hofbesitzer in der Bauerschaft zwischen 1 oirt und 5 Goldgulden an Abgabe zu leisten. Darunter der große Hof des Jan van Dorsten mit 5 Goldgulden Abgabe. Im Jahr 1705 waren in der Bauerschaft Eychelinghoven 16 Steuerpflichtige mit Abgaben an die Rentei im Kataster verzeichnet.
Die Deutung des Ortsnamens kann mit bei den Höfen der Leute des Êkil(o)/Eikil(o)’ umschrieben werden.
Etwa um 1700 setzte in der Gegend der oberflächennahe Bergbau ein. 1856 wurden verschiedene Zechen zur Zeche Vereinigte Henriette zusammengeschlossen, die zum Abtransport der Kohle durch eine Pferdebahn mit dem Bahnhof Barop verbunden wurde. 1884 wurde die Förderung auf dem Gebiet des heutigen Stadtteils eingestellt.
Im 19. Jahrhundert war Eichlinghofen eine Landgemeinde im Landkreis Hörde und Amt Barop. 1885 hatte die Gemeinde (plus 2 Wohnplätze) eine Fläche von 3,15 km², davon 233 ha Ackerland, 28 ha Wiesen und 33 ha Holzungen. Es gab 126 Wohngebäude mit 368 Haushaltungen und 1820 Einwohner.
1921 wurde Eichlinghofen nach Barop eingemeindet.

## Baudenkmal evangelische Kirche
Die evangelische Kirche St. Margareta ist eine Hallenkirche mit Westturm aus der Mitte des 13. Jahrhunderts. Um 1899 wurde das Querschiff eingebaut und die Kirche nach Osten erweitert. Sehenswert sind unter anderem romanische Portale und Fenster.

## Bevölkerung
Am 31. Dezember 2024 lebten in Eichlinghofen (mit Universität und Salingen) 8.170 Einwohner.
Struktur der Eichlinghofer Bevölkerung:
- Bevölkerungsanteil der unter 18-Jährigen: 11,1 % [Dortmunder Durchschnitt: 16,2 % (2018)][8]
- Bevölkerungsanteil der mindestens 65-Jährigen: 14,8 % [Dortmunder Durchschnitt: 20,2 % (2018)][9]
- Ausländeranteil: 21,3 % [Dortmunder Durchschnitt: 22,3 % (2024)][10]
- Arbeitslosenquote: 2,8 % [Dortmunder Durchschnitt: 11,0 % (2017)][11]

Das durchschnittliche Einkommen in Eichlinghofen entspricht etwa dem Dortmunder Durchschnitt.

### Bevölkerungsentwicklung
| Jahr | Einw. |
| ---- | ----- |
| 1987 | 6109  |
| 2003 | 8199  |
| 2008 | 8023  |
| 2010 | 7998  |
| 2013 | 8413  |
| 2016 | 8630  |
| 2018 | 8495  |
| 2020 | 8442  |
| 2022 | 8369  |
| 2023 | 8150  |
| 2024 | 8170  |

## Verkehr

### H-Bahn
1993 wurde mit der Erweiterung der H-Bahn eine Verbindung zwischen Eichlinghofen und der S-Bahn-Haltestelle der Universität geschaffen. Die verschiedenen Bereiche der Universität und das Technologiezentrum wurden so in das öffentliche Nahverkehrsnetz des VRR eingebunden.
- H-Bahnlinie 1 Eichlinghofen – Campus Süd – Universität – Technologiezentrum
- H-Bahnlinie 2 Campus Süd – Campus Nord
- H-Bahnlinie 3 Eichlinghofen – Campus Süd – Campus Nord (nur aus betrieblichen Gründen)

### Buslinien
Tagesverkehr
- 440 Aplerbeck – Hörde – Brünninghausen – Barop – Eichlinghofen – Oespel – Germania
- 446 Hombruch Gablonzstraße – Barop Parkhaus – Menglinghausen – Stortsweg (Eichlinghofen) – Salingen
- 449 Zoo – Brünninghausen – Hombruch – Menglinghausen – Eichlinghofen – Salingen

Abendverkehr
- 440 Aplerbeck – Hörde – Brünninghausen – Hombruch – Barop – Eichlinghofen – Oespel – Kley – Germania – Lütgendortmund

Nachtverkehr
- NE8 Stadtmitte – Barop – Hombruch – Menglinghausen – Eichlinghofen – Universität – Barop – Hauptbahnhof – Stadtmitte
- NE40 Aplerbeck – Hörde – Brünninghausen – Barop – Eichlinghofen – Oespel – Germania-Lütgendortmund

### Autobahn
Westlich des Siedlungsbereichs verläuft die A 45, die hier einen Teil des Dortmunder Autobahnringes darstellt. Der Stadtteil verfügt über einen Autobahnanschluss in Richtung Frankfurt und Oberhausen.

## Geografische Lage
Der Ort liegt auf einer durchschnittlichen Höhe von 110 m ü. NHN. Im Norden von Eichlinghofen befindet sich der Landschaftspark Rahmkebachtal.

## Sport
Der größte Sportverein von Eichlinghofen ist die TuS Eichlinghofen. In der Saison 2010/11 belegte die Fußball-Sparte in der Bezirksliga den neunten Platz. Der Hundesportverein GHSV Dortmund Eichlinghofen ist in Eichlinghofen ansässig.